# Ruch wolnej kultury

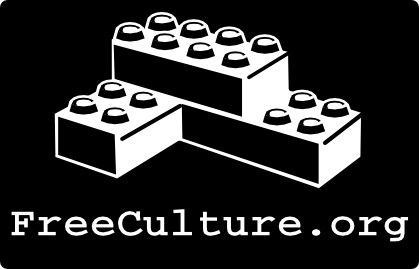
Logo organizacji FreeCulture.org zainspirowane stwierdzeniem Lessiga „kreatywność zawsze powstaje na bazie przeszłości”.

Ruch wolnej kultury – ruch społeczny promujący wolność dystrybucji i modyfikacji różnego rodzaju utworów za pomocą Internetu oraz innych mediów.
Ruch ten sprzeciwia się nadmiernym – w opinii zwolenników ruchu – ograniczeniom zawartym w prawie autorskim, które wielu zwolenników ruchu uważa za czynnik hamujący kreatywność. System taki jest przez nich nazywany „kulturą zezwoleń”.

## Organizacje

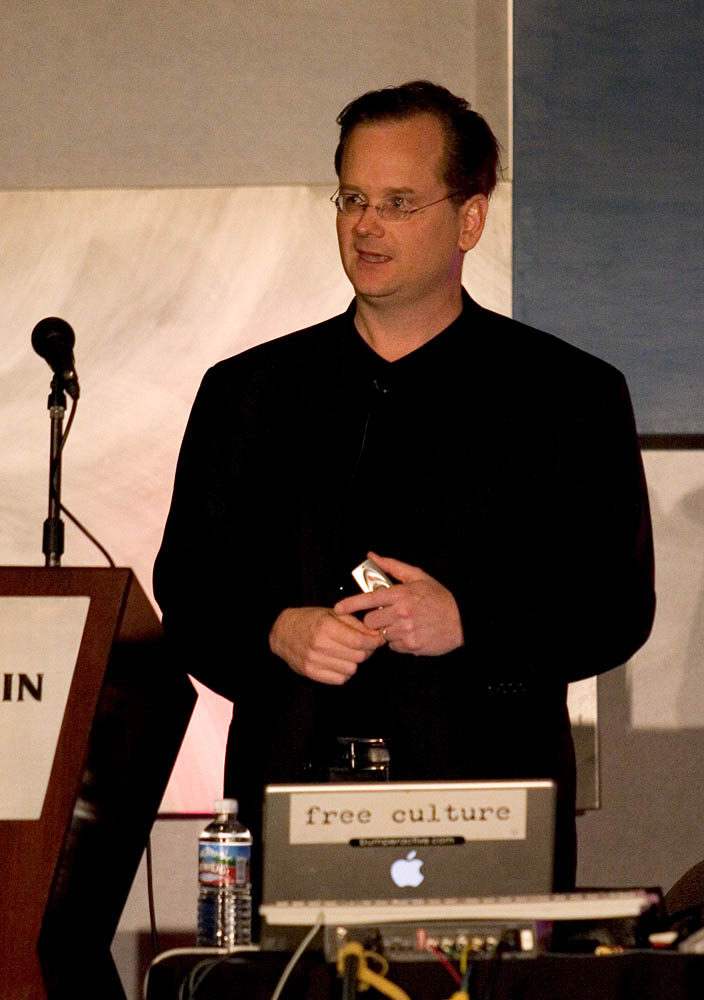
Lawrence Lessig przed laptopem z naklejką free culture („wolna kultura”)

Organizacją związaną z rozwojem tego ruchu jest Creative Commons (CC), którego założycielem jest Lawrence Lessig. Lessig – profesor prawa na Uniwersytecie Stanforda jest autorem książki pod tytułem Wolna kultura, w której przedstawił wiele argumentów za ruchem wolnej kultury.
Propagowaniem wolnej kultury zajmuje się też między innymi organizacja FreeCulture.org.

## Wolna kultura a wolne oprogramowanie
Ruch wolnej kultury jest rozszerzeniem idei ruchu wolnego oprogramowania z dziedziny oprogramowania na obszar całej kultury niematerialnej.
Początkowo Richard Stallman, założyciel Free Software Foundation oraz twórca ruchu i terminu „wolne oprogramowanie”, popierał działalność Creative Commons na rzecz wolnej kultury, ale ostatecznie wycofał swoje poparcie dla tej organizacji. Powodem tego kroku były nadmierne jego zdaniem ograniczenia w niektórych odmianach licencji Creative Commons w połączeniu z faktem, że stosowanie jednej głównej nazwy dla wszystkich odmian („licencja Creative Commons”) może być dla użytkowników mylące.

## Otwarte zasoby edukacyjne
Specyficznym elementem ruchu wolnej kultury są otwarte zasoby edukacyjne (ang. Open Educational Resources) – nieinstytucjonalny ruch społeczny, którego celem jest popularyzacja ideałów dzielenia się wiedzą w sferze edukacji i popularyzacji nauki.

## Wikimedia
Projekty Wikimedia Foundation, które są dostępne na licencji GNU Free Documentation License oraz kilku wariantów licencji Creative Commons, stanowią prawdopodobnie największy spójny projekt wolnej kultury. Założycielem Wikimedia Foundation jest Jimmy Wales.
Opierając się na ideach ruchu wolnej kultury, Wales ogłosił na zlocie Wikimania 2005 dziesięć wyzwań dla całego tego ruchu w Manifeście wolnej kultury (A Free Culture Manifesto). Według Jimmy'ego Walesa te 10 rzeczy, które powinny stać się wolne w trakcie następnej dekady, to:
1. encyklopedia – we wszystkich językach; Wikipedia
2. słownik – we wszystkich językach i dla wszystkich języków; Wiktionary
3. program kształcenia – w każdym języku i na każdym poziomie; Wikibooks, Wikiversity
4. muzyka (np. Jamendo)
5. sztuka
6. otwarte formaty plików (np. HTML, ODF, PDF, rodzina Ogg)
7. mapy (np. OpenStreetMap, OpenAerialMap)
8. elektroniczne identyfikatory produktów (np. RFID)
9. programy telewizyjne
10. społeczności.